# 離子交換樹脂

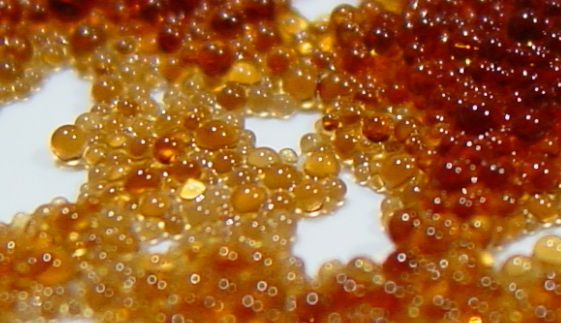
離子交換樹脂顆粒

離子交換樹脂（Ion-exchange Resin），又名離子交換高分子化合物（Ion-exchange Polymer），是一種利用了固定的高分子化合物來達成離子交換的物質。雖然IUPAC強烈建議不要使用「離子交換樹脂」這個名字去替代「離子交換高分子化合物」，但市面上的商品仍然普遍採用這名字。

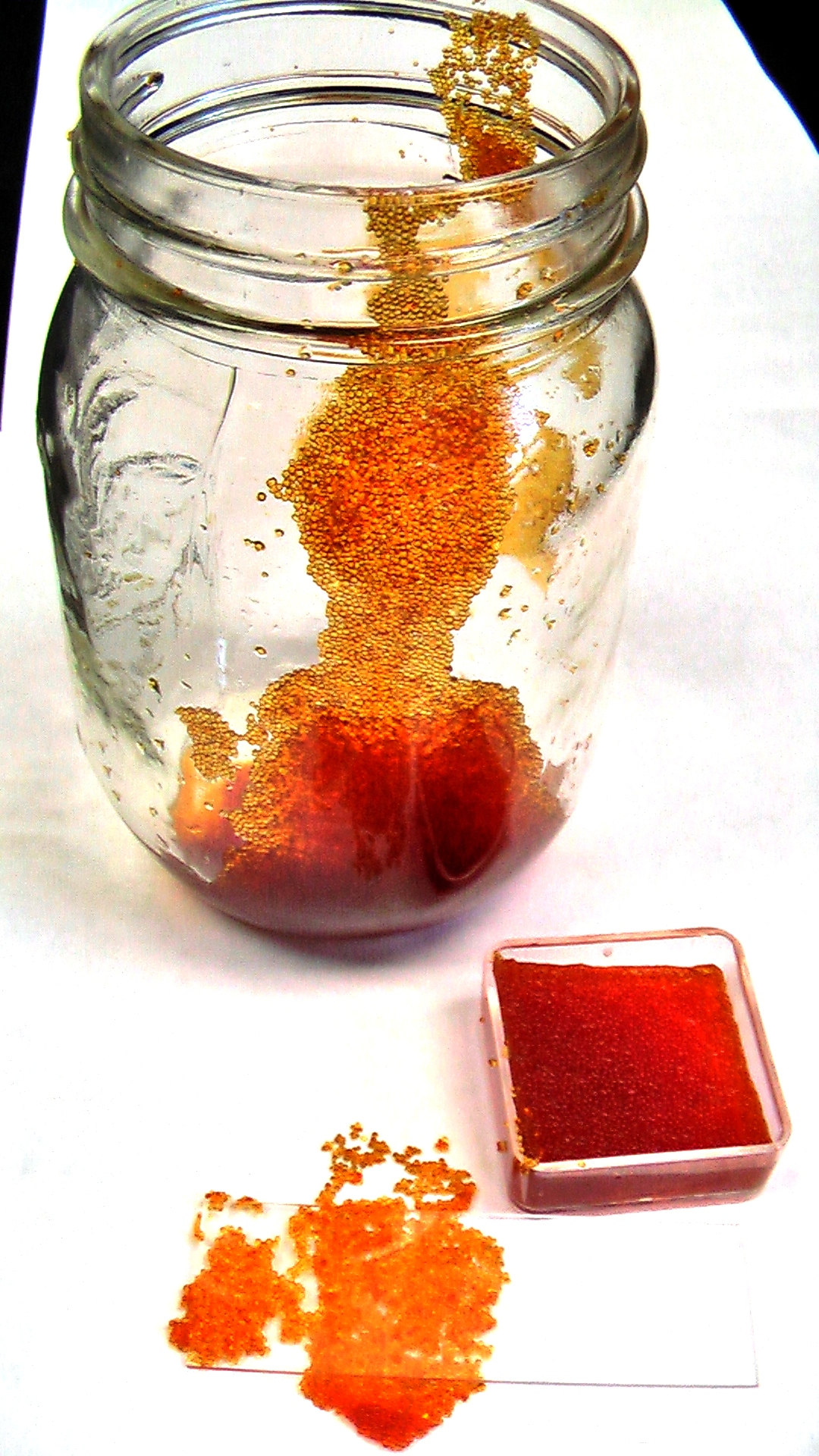
離子交換樹脂顆粒

離子交換樹脂一般採用螯合樹脂來達成，但亦有其他類型的高分子化合物。它普遍用於物質的分離、淨化及除污染等過程，常見於食水的軟化及淨化。例如：美國國家健康管理局（NSF）指定的食水軟化技術（NSF/ANSI 44），就是採用離子交換樹脂來達成。這比採用天然或人工合成的沸石來濾水更有彈性。

## 參看
- 離子交換
- 螯合物

## 外部連結
- https://web.archive.org/web/20140220030234/http://www.remco.com/ix.htm
- http://www.dow.com/liquidseps/service/ix_techinfo.htm （页面存档备份，存于）
- F. Helfferich, Ion Exchange, McGraw Hill, New York, 1962 (Bible of the subject).
- Ion Exchangers (K. Dorfner, ed.), Walter de Gruyter, Berlin, 1991.
- C. E. Harland, Ion exchange: Theory and Practice,  The Royal Society of Chemistry, Cambridge, 1994.
- Ion exchange (D. Muraviev, V. Gorshkov, A. Warshawsky),  M. Dekker, New York, 2000.
- A. A. Zagorodni, Ion Exchange Materials: Properties and Applications, Elsevier, Amsterdam, 2006.
- 離子交換樹脂的工作原理與優缺點分析